# 장면 그래프
장면 그래프 또는 씬 그래프(Scene graph)는 벡터 기반 그래픽 편집 응용 프로그램과 최신 컴퓨터 게임에서 일반적으로 사용되는 일반적인 자료 구조로, 그래픽 장면의 논리적이고 공간적인 표현을 배열한다. 그래프 또는 트리 구조의 노드 모음이다. 트리 노드에는 많은 자식이 있을 수 있지만 부모는 하나만 있을 수 있으며 부모의 효과는 모든 자식 노드에 적용된다. 그룹에서 수행된 작업은 그 효과를 모든 구성원에게 자동으로 전파한다. 많은 프로그램에서 각 그룹 수준에서 기하학적 변환 행렬을 연결하고 이러한 행렬을 함께 연결하는 것은 이러한 작업을 처리하는 효율적이고 자연스러운 방법이다. 예를 들어 일반적인 기능은 관련된 모양과 개체를 단일 개체처럼 쉽게 조작할 수 있는 복합 개체로 그룹화하는 기능이다.

## 같이 보기
- 그래프 (자료 구조)
- 그래프 이론
- 트리 구조